# Villeneuve-Loubet
Villeneuve-Loubet är en kommun i departementet Alpes-Maritimes i regionen Provence-Alpes-Côte d'Azur i sydöstra Frankrike. Kommunen ligger  i kantonen Cagnes-sur-Mer-Ouest som ligger i arrondissementet Grasse. År 2022 hade Villeneuve-Loubet 16 729 invånare.

## Befolkningsutveckling
Antalet invånare i kommunen Villeneuve-Loubet

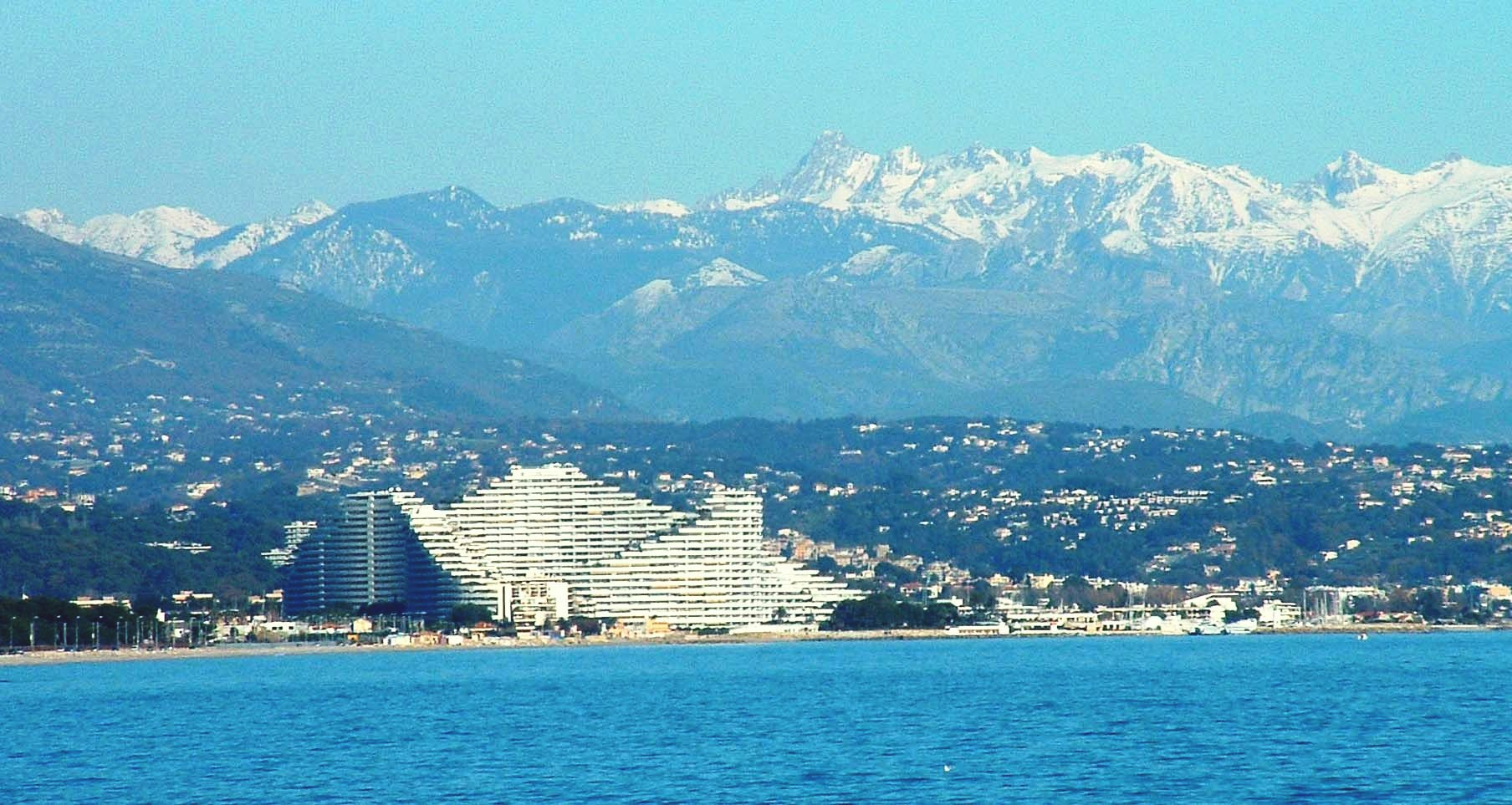

Referens: INSEE